# لاري كينغ (موسيقي)
لاري كينغ (بالإنجليزية: Larry King)‏ هو موسيقي ومنتج أسطوانات ومغن مؤلف أمريكي، ولد في 16 أغسطس 1966.